# マキシム・トランコフ
マキシム・レオニードヴィッチ・トランコフ（ロシア語: Макси́м Леони́дович Транько́в、ロシア語ラテン翻字: Maxim Leonidovich Trankov、1983年10月7日 - ）は、ロシア、ペルミ出身の男性フィギュアスケート選手(ペア)。パートナーは妻のタチアナ・ボロソジャル、マリア・ムホルトワ、ナタリア・シェスタコワなど。
2014年ソチオリンピック金メダリスト、団体戦金メダリスト。2010年バンクーバーオリンピックロシア代表。2013年世界選手権優勝。

## 人物
2014年12月31日、旅行先のバリでパートナーのボロソジャルにプロポーズをした。2015年8月18日、モスクワで挙式を執り行った。ブライズメイドの一人としてアデリナ・ソトニコワ、ベストマンとしてステファン・ランビエールとヒョードル・クリモフが式に立ち会った。
2017年2月16日、第一子となる女児が誕生した。

## 経歴

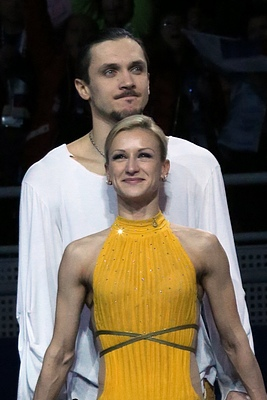
2014年ソチオリンピック

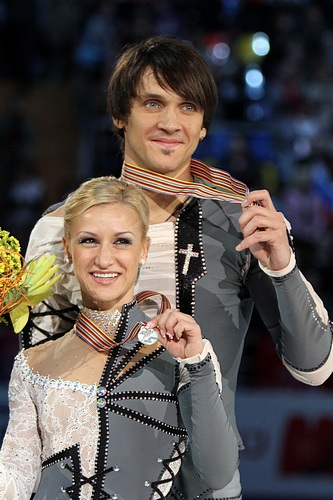
2011年世界選手権

ロシアのペルミに生まれ、4歳ころにスケートを始めた。ジュニア時代の初期にナタリア・シェスタコワらとペアを結成するが思うような成績も残せず、新たなパートナーを求めてサンクトペテルブルクに拠点を移し、2003年にマリア・ムホルトワとペアを結成した。
2003-2004シーズン、マリア・ムホルトワとのペアで臨んだISUジュニアグランプリの2大会で連続優勝し、JGPファイナルおよび世界ジュニア選手権では3位となる。翌2004-2005シーズンにはISUジュニアグランプリのJGPハルビン、JGPブラオエン・シュベルター杯で連続優勝、JGPファイナルをも制し、世界ジュニア選手権も優勝を果たし、ジュニアクラスのタイトルを総なめする。またシニアクラスのISUグランプリシリーズにも出場し、ロシア杯では6位に終わったものの冬季ユニバーシアード競技大会では3位となるなどシニアクラスでも頭角を現した。
2005-2006シーズンよりシニアクラスに本格的に移行し、2006年世界選手権にも出場。2007-2008シーズン、初戦となったエリック・ボンパール杯ではISUグランプリシリーズで自身初の表彰台となる3位、次戦のロシア杯では自己最高得点をマークしたものの4位となった。フィンランディア杯では優勝、初出場の欧州選手権では2位となった。
2009-2010シーズン、エリック・ボンパール杯ではISUグランプリシリーズで初優勝、欧州選手権では2年連続の3位となった。バンクーバーオリンピックでは7位、世界選手権では自己最高の4位となった。世界選手権の後、マリア・ムホルトワとのペアを解消し、新たにタチアナ・ボロソジャルとペアを結成した。
2010-2011シーズン、ボロソジャルとのペアで出場したロシア選手権ではSP、FSで共に1位となり優勝した。ISU主催の初めての大会となった世界選手権では銀メダルを獲得。
2011-2012シーズンはグランプリシリーズに参戦し、2大会で優勝。グランプリファイナルでは2位となった。ロシア選手権は欠場したが、欧州選手権で初優勝を果たす。世界選手権はSPで8位と出遅れたものの、FSで巻き返し、2年連続で銀メダルを獲得した。
2012-2013シーズン、グランプリシリーズは2連勝、グランプリファイナルは初優勝、ロシア選手権では2連覇を果たす。欧州選手権の3日前、1月20日に父親が亡くなったものの出場。初めてアリオナ・サフチェンコ/ロビン・ゾルコーヴィ組を破り2連覇を果たしたが、エキシビションは欠場した。世界選手権ではFSと総合得点の歴代最高得点を更新し、初の金メダルを獲得。
2013-2014シーズン、ネーベルホルン杯で優勝。SPでは史上初の80点台、FSでも史上初の150点台を出し全てで歴代最高得点を更新した。スケートアメリカでも歴代最高得点をさらに更新し優勝。グランプリファイナルではSP首位に立つも、ジャンプの失敗が影響し2位。ロシア選手権は試合間隔が狭すぎるという理由で欠場した。欧州選手権ではSPでシーズン3度目の歴代最高得点を記録。FSでは2度の転倒があるなど精彩を欠いて2位だったがリードを守りきり3連覇を果たした。ソチオリンピックの団体戦ではSPに出場し1位となりロシアの金メダルに貢献した。個人戦ではシーズン4度目の歴代最高得点を出し首位に立ち、FSでも1位の完全優勝。地元開催のオリンピックでペア選手が優勝するのは初めてのことである。
2014-2015シーズン、グランプリシリーズは肩の怪我から回復し、シーズンを万全な体制で迎えたいという考えから出場は見送った。11月9日に練習を再開したが、肩の怪我が悪化しドイツのミュンヘンで手術を行った。最終的にはシーズンを休養し、トランコフのリハビリとショー出演に時間を充てた。
2015-2016シーズン、ネーベルホルン杯で復帰し優勝。エリック・ボンパール杯でも優勝したが、NHK杯はボロソジャルの脚の怪我を理由に出場を辞退した。ロシア選手権では3度目の優勝を果たし、続く欧州選手権でも2年ぶり4度目の優勝を飾った。世界選手権では6位。ペア結成以来初めてメダルを逃した。
2016年5月8日、2016-2017シーズンのグランプリシリーズの欠場を発表した。9月11日には、シーズン全ての試合の欠場を発表した。

## 主な戦績
- タチアナ・ボロソジャルとのペア

| 大会/年            | 2010-11 | 2011-12 | 2012-13 | 2013-14 | 2015-16 |
| ------------------ | ------- | ------- | ------- | ------- | ------- |
| 冬季オリンピック   |         |         |         | 1       |         |
| 世界選手権         | 2       | 2       | 1       |         | 6       |
| 欧州選手権         |         | 1       | 1       | 1       | 1       |
| 世界国別対抗戦     |         |         | T4 / P1 |         |         |
| ロシア選手権       | 1       |         | 1       |         | 1       |
| GPファイナル       |         | 2       | 1       | 2       |         |
| GPエリック杯       |         | 1       |         |         | 1       |
| GPNHK杯            |         |         |         | 1       |         |
| GPスケートアメリカ |         |         | 1       | 1       |         |
| GPロステレコム杯   |         |         | 1       |         |         |
| GPスケートカナダ   |         | 1       |         |         |         |
| CSネーベルホルン杯 |         | 1       | 1       | 1       | 1       |
| ネペラ記念         |         | 1       |         |         |         |
| モンブラン杯       | 1       |         |         |         |         |

- マリア・ムホルトワとのペア

| 大会/年                       | 2003-04 | 2004-05 | 2005-06 | 2006-07 | 2007-08 | 2008-09 | 2009-10 |
| ----------------------------- | ------- | ------- | ------- | ------- | ------- | ------- | ------- |
| 冬季オリンピック              |         |         |         |         |         |         | 7       |
| 世界選手権                    |         |         | 12      | 11      | 7       | 5       | 4       |
| 欧州選手権                    |         |         |         |         | 2       | 3       | 3       |
| ロシア選手権                  |         |         | 3       | 1       | 2       | 2       | 2       |
| GPファイナル                  |         |         |         |         |         | 6       | 4       |
| GPエリック杯                  |         |         |         |         | 3       | 2       | 1       |
| GPスケートカナダ              |         |         | 7       |         |         |         | 2       |
| GPスケートアメリカ            |         |         |         | 5       |         | 3       |         |
| GPロシア杯                    |         | 6       | 4       | 7       | 4       |         |         |
| ネーベルホルン杯              |         |         |         |         |         | 2       |         |
| フィンランディア杯            |         |         |         |         | 1       |         |         |
| ニース杯                      | 1 J     | 1       |         |         |         |         |         |
| ユニバーシアード              |         | 3       |         |         |         |         |         |
| 世界Jr.選手権                 | 3       | 1       |         |         |         |         |         |
| JGPファイナル                 | 3       | 1       |         |         |         |         |         |
| JGPブラオエン・シュベルター杯 |         | 1       |         |         |         |         |         |
| JGPハルビン                   |         | 1       |         |         |         |         |         |
| JGPバルト杯                   | 1       |         |         |         |         |         |         |
| JGPチェコスケート             | 1       |         |         |         |         |         |         |

### 詳細
| 2015-2016 シーズン     |                                                                  |         |          |          |
| 開催日                 | 大会名                                                           | SP      | FS       | 結果     |
| 2016年3月26日 - 4月3日 | 2016年世界フィギュアスケート選手権（ボストン）                   | 3 77.13 | 7 128.68 | 6 205.81 |
| 2016年1月25日 - 31日   | 2016年ヨーロッパフィギュアスケート選手権（ブラチスラヴァ）       | 1 79.77 | 1 142.89 | 1 222.66 |
| 2015年12月23日 - 27日  | ロシアフィギュアスケート選手権（エカテリンブルク）               | 1 83.65 | 1 145.31 | 1 228.96 |
| 2015年11月13日 - 15日  | ISUグランプリシリーズ エリック・ボンパール杯（ボルドー）         | 1 74.50 | 中止     | 1        |
| 2015年9月23日 - 26日   | ISUチャレンジャーシリーズ ネーベルホルン杯（オーベルストドルフ） | 1 64.87 | 1 137.92 | 1 202.79 |

| 2013-2014 シーズン    |                                                        |         |          |          |
| 開催日                | 大会名                                                 | SP      | FS       | 結果     |
| 2014年2月6日 - 22日   | ソチオリンピック（ソチ）                               | 1 84.17 | 1 152.69 | 1 236.86 |
| 2014年2月6日 - 22日   | ソチオリンピック 団体戦（ソチ）                        | 1 83.79 | -        | 1 団体   |
| 2014年1月13日 - 19日  | 2014年ヨーロッパフィギュアスケート選手権（ブダペスト） | 1 83.98 | 2 136.40 | 1 220.38 |
| 2013年12月5日 - 8日   | 2013/2014 ISUグランプリファイナル（福岡）              | 1 82.65 | 2 141.18 | 2 223.83 |
| 2013年11月8日 - 10日  | ISUグランプリシリーズ NHK杯（東京）                    | 1 82.03 | 1 154.46 | 1 236.49 |
| 2013年10月18日 - 20日 | ISUグランプリシリーズ スケートアメリカ（デトロイト）   | 1 83.05 | 1 154.66 | 1 237.71 |
| 2013年9月25日 - 28日  | 2013年ネーベルホルン杯（オーベルストドルフ）           | 1 81.65 | 1 150.31 | 1 231.96 |

| 2012-2013 シーズン    |                                                      |         |          |          |
| 開催日                | 大会名                                               | SP      | FS       | 結果     |
| 2013年4月11日 - 14日  | 2013年世界フィギュアスケート国別対抗戦（東京）       | 1 74.41 | 1 136.06 | 1 210.47 |
| 2013年3月10日 - 17日  | 2013年世界フィギュアスケート選手権（ロンドン）       | 1 75.84 | 1 149.87 | 1 225.71 |
| 2013年1月23日 - 27日  | 2013年ヨーロッパフィギュアスケート選手権（ザグレブ） | 1 73.23 | 1 139.22 | 1 212.45 |
| 2012年12月24日 - 28日 | ロシアフィギュアスケート選手権（ソチ）               | 1 78.69 | 1 150.23 | 1 228.92 |
| 2012年12月6日 - 9日   | 2012/2013 ISUグランプリファイナル（ソチ）            | 1 73.46 | 2 131.09 | 1 204.55 |
| 2012年11月9日 - 11日  | ISUグランプリシリーズ ロステレコム杯（モスクワ）     | 1 74.74 | 1 132.79 | 1 207.53 |
| 2012年10月19日 - 21日 | ISUグランプリシリーズ スケートアメリカ（ケント）     | 1 65.78 | 1 129.29 | 1 195.07 |
| 2012年9月27日 - 29日  | 2012年ネーベルホルン杯（オーベルストドルフ）         | 1 65.24 | 1 131.31 | 1 196.55 |

| 2011-2012 シーズン      |                                                            |         |          |          |
| 開催日                  | 大会名                                                     | SP      | FS       | 結果     |
| 2012年3月26日 - 4月1日  | 2012年世界フィギュアスケート選手権（ニース）               | 8 60.48 | 1 140.90 | 2 201.38 |
| 2012年1月23日 - 29日    | 2012年ヨーロッパフィギュアスケート選手権（シェフィールド） | 1 72.80 | 1 137.65 | 1 210.45 |
| 2011年12月8日 - 11日    | 2011/2012 ISUグランプリファイナル（ケベック・シティー）    | 1 71.57 | 2 140.51 | 2 212.08 |
| 2011年11月18日 - 20日   | ISUグランプリシリーズ エリック・ボンパール杯（パリ）       | 1 63.69 | 1 130.44 | 1 194.13 |
| 2011年10月28日 - 30日   | ISUグランプリシリーズ スケートカナダ（ミシサガ）           | 1 70.42 | 1 130.96 | 1 201.38 |
| 2011年9月29日 - 10月2日 | 2011年オンドレイネペラメモリアル（ブラチスラヴァ）         | 1 66.48 | 1 123.67 | 1 190.15 |
| 2011年9月22日 - 24日    | 2011年ネーベルホルン杯（オーベルストドルフ）               | 1 57.91 | 1 125.74 | 1 183.65 |

| 2010-2011 シーズン     |                                                |         |          |          |
| 開催日                 | 大会名                                         | SP      | FS       | 結果     |
| 2011年4月24日 - 5月1日 | 2011年世界フィギュアスケート選手権（モスクワ） | 3 70.35 | 2 140.38 | 2 210.73 |
| 2011年2月15日 - 20日   | 2011年モンブラントロフィー（クールマイユール） | 1 68.30 | 1 131.54 | 1 199.84 |
| 2010年12月25日 - 29日  | ロシアフィギュアスケート選手権（サランスク）   | 1 72.71 | 1 141.95 | 1 214.66 |

| 2009-2010 シーズン    |                                                        |         |          |          |
| 開催日                | 大会名                                                 | SP      | FS       | 結果     |
| 2010年3月22日 - 28日  | 2010年世界フィギュアスケート選手権（トリノ）           | 4 69.48 | 4 127.91 | 4 197.39 |
| 2010年2月12日 - 28日  | バンクーバーオリンピック（バンクーバー）               | 8 63.44 | 5 122.35 | 7 185.79 |
| 2010年1月18日 - 24日  | 2010年ヨーロッパフィギュアスケート選手権（タリン）     | 3 73.54 | 3 128.49 | 3 202.03 |
| 2009年12月25日 - 26日 | ロシアフィギュアスケート選手権（サンクトペテルブルク） | 2 74.82 | 2 133.96 | 2 208.78 |
| 2009年12月3日 - 6日   | 2009/2010 ISUグランプリファイナル（東京）              | 3 69.78 | 3 128.57 | 4 198.35 |
| 2009年11月19日 - 22日 | ISUグランプリシリーズ スケートカナダ（キッチナー）     | 2 65.80 | 2 119.91 | 2 185.71 |
| 2009年10月15日 - 18日 | ISUグランプリシリーズ エリック・ボンパール杯（パリ）   | 2 66.88 | 1 126.05 | 1 192.93 |

| 2008-2009 シーズン    |                                                        |         |          |          |
| 開催日                | 大会名                                                 | SP      | FS       | 結果     |
| 2009年3月23日 - 29日  | 2009年世界フィギュアスケート選手権（ロサンゼルス）     | 4 66.88 | 7 111.01 | 5 177.89 |
| 2009年1月19日 - 25日  | 2009年ヨーロッパフィギュアスケート選手権（ヘルシンキ） | 1 69.62 | 4 112.45 | 3 182.07 |
| 2008年12月24日 - 28日 | ロシアフィギュアスケート選手権（カザン）               | 1 68.03 | 2 117.63 | 2 185.66 |
| 2008年12月10日 - 14日 | 2008/2009 ISUグランプリファイナル（高陽）              | 5 61.56 | 6 91.60  | 6 153.16 |
| 2008年11月13日 - 16日 | ISUグランプリシリーズ エリック・ボンパール杯（パリ）   | 2 64.84 | 3 106.03 | 2 170.87 |
| 2008年10月23日 - 26日 | ISUグランプリシリーズ スケートアメリカ（エバレット）   | 1 66.32 | 4 101.35 | 3 167.67 |
| 2008年9月25日 - 28日  | 2008年ネーベルホルン杯（オーベルストドルフ）           | 2 62.52 | 2 106.28 | 2 168.80 |

| 2007-2008 シーズン    |                                                        |         |          |          |
| 開催日                | 大会名                                                 | SP      | FS       | 結果     |
| 2008年3月17日 - 23日  | 2008年世界フィギュアスケート選手権（ヨーテボリ）       | 6 64.09 | 9 102.55 | 7 166.64 |
| 2008年1月21日 - 27日  | 2008年ヨーロッパフィギュアスケート選手権（ザグレブ）   | 2 62.73 | 2 106.68 | 2 169.41 |
| 2008年1月3日 - 7日    | ロシアフィギュアスケート選手権（サンクトペテルブルク） | 2 62.26 | 2 117.91 | 2 180.17 |
| 2007年11月22日 - 25日 | ISUグランプリシリーズ ロシア杯（モスクワ）             | 3 63.10 | 4 116.72 | 4 179.82 |
| 2007年11月15日 - 18日 | ISUグランプリシリーズ エリック・ボンパール杯（パリ）   | 3 61.76 | 4 108.06 | 3 169.82 |
| 2007年10月12日 - 14日 | 2007年フィンランディア杯（ヴァンター）                 | 1 55.76 | 1 112.58 | 1 168.34 |

| 2006-2007 シーズン    |                                                          |          |          |           |
| 開催日                | 大会名                                                   | SP       | FS       | 結果      |
| 2007年3月19日 - 25日  | 2007年世界フィギュアスケート選手権（東京）               | 12 56.14 | 11 94.29 | 11 150.43 |
| 2007年1月4日 - 7日    | ロシアフィギュアスケート選手権（モスクワ）               | 1 63.50  | 1 110.07 | 1 173.57  |
| 2006年11月23日 - 26日 | ISUグランプリシリーズ ロシア杯（モスクワ）               | 7 47.96  | 8 84.43  | 7 132.39  |
| 2006年10月26日 - 29日 | ISUグランプリシリーズ スケートアメリカ（ハートフォード） | 5 49.02  | 5 92.29  | 5 141.31  |

| 2005-2006 シーズン    |                                                        |          |          |           |
| 開催日                | 大会名                                                 | SP       | FS       | 結果      |
| 2006年3月20日 - 26日  | 2006年世界フィギュアスケート選手権（カルガリー）       | 12 46.67 | 12 89.03 | 12 135.70 |
| 2005年11月24日 - 27日 | ISUグランプリシリーズ ロシア杯（サンクトペテルブルク） | 4 49.24  | 4 97.18  | 4 146.42  |
| 2005年10月27日 - 30日 | ISUグランプリシリーズ スケートカナダ（セントジョンズ） | 7 45.56  | 7 90.56  | 7 136.12  |

| 2004-2005 シーズン     |                                                                |         |         |          |
| 開催日                 | 大会名                                                         | SP      | FS      | 結果     |
| 2005年2月28日 - 3月6日 | 2005年世界ジュニアフィギュアスケート選手権（キッチナー）       | 3 52.58 | 1 98.33 | 1 150.91 |
| 2004年12月2日 - 5日    | 2004/2005 ISUジュニアグランプリファイナル（ヘルシンキ）        | 1 56.36 | 1 96.93 | 1 153.29 |
| 2004年11月25日 - 28日  | ISUグランプリシリーズ ロシア杯（モスクワ）                     | 5 49.54 | 8 81.12 | 6 130.66 |
| 2004年11月4日 - 7日    | 2004年ニース杯（ニース）                                       | 2       | 1       | 1        |
| 2004年10月7日 - 10日   | ISUジュニアグランプリ ブラエオン・シュベルター杯（ケムニッツ） | 3 44.75 | 1 88.52 | 1 133.27 |
| 2004年9月16日 - 19日   | ISUジュニアグランプリ ハルビン（ハルビン）                     | 1 51.90 | 2 85.28 | 1 137.18 |

| 2003-2004 シーズン       |                                                      |    |    |      |
| 開催日                   | 大会名                                               | SP | FS | 結果 |
| 2004年2月29日 - 3月7日   | 2004年世界ジュニアフィギュアスケート選手権（ハーグ） | 3  | 3  | 3    |
| 2003年12月11日 - 14日    | 2003/2004 ISUジュニアグランプリファイナル（マルメ）  | 3  | 3  | 3    |
| 2003年10月30日 - 11月2日 | ISUジュニアグランプリ グダニスク杯（グダニスク）     | 1  | 1  | 1    |
| 2003年10月6日 - 9日      | 2003年ニース杯 ジュニアクラス（ニース）              | 1  | 1  | 1    |
| 2003年10月2日 - 5日      | ISUジュニアグランプリ チェコスケート（オストラヴァ） | 2  | 1  | 1    |

## プログラム使用曲
| シーズン  | SP                                                           | FS | EX |
| --------- | ------------------------------------------------------------ | --- | --- |
| 2015-2016 | Nagada Sang Dhol 作曲：Siddharth-Garima                      | 映画『ドラキュラ』より 作曲：ヴォイチェフ・キラール 映画『ヴァン・ヘルシング』より 作曲：アラン・シルヴェストリ                                   | Let's Do It ボーカル：ティナ・ルイーズStars 曲：ネリー・ファータドスノーストーム ボーカル：アーラ・プガチョワ、クリスティーナ・オルバカイテ                                                                |
| 2014-2015 | Nagada Sang Dhol 作曲：Siddharth-Garima                      | 映画『ドラキュラ』より 作曲：ヴォイチェフ・キラール 映画『ヴァン・ヘルシング』より 作曲：アラン・シルヴェストリ                                   | |
| 2013-2014 | 仮面舞踏会 作曲：アラム・ハチャトゥリアン                    | ミュージカル『ジーザス・クライスト・スーパースター』より 作曲：アンドルー・ロイド・ウェバー                                                       | スカイフォール 曲：アデルOne Man's Dream 演奏：ヤニースノーストーム ボーカル：アーラ・プガチョワ、クリスティーナ・オルバカイテSomebody to Die For 曲：ハーツピアノ協奏曲第2番 作曲：セルゲイ・ラフマニノフ |
| 2012-2013 | 愛のテーマ 映画『ゴッドファーザー』より 作曲：ニーノ・ロータ | ヴァイオリンミューズ (原曲：シャコンヌ) 作曲：ヨハン・ゼバスティアン・バッハ 演奏：川井郁子                                                       | ブリング・ミー・トゥ・ライフ 作曲：エヴァネッセンススノーストーム ボーカル：アーラ・プガチョワ、クリスティーナ・オルバカイテBenedictus 演奏：2Cellosノクターン 作曲：シークレット・ガーデン                |
| 2011-2012 | ブリング・ミー・トゥ・ライフ 作曲：エヴァネッセンス          | 映画『ブラック・スワン』より 作曲：ピョートル・チャイコフスキー 編曲：クリント・マンセル                                                          | ブリング・ミー・トゥ・ライフ 作曲：エヴァネッセンススーパーマリオブラザーズ 作曲：近藤浩治 |
| 2010-2011 | カルミナ・ブラーナ 作曲：カール・オルフ                      | ロメオとジュリエット 作曲：セルゲイ・プロコフィエフ                                                                                               | スーパーマリオブラザーズ 作曲：近藤浩治Aimer ミュージカル『ロミオとジュリエット』より 作曲：ジェラード・プレギュルヴィック                                                                                 |
| 2009-2010 | 熱情 曲：シークレットガーデン                                | 映画『ある愛の詩』サウンドトラックより 作曲：フランシス・レイ 映画『ニュー・シネマ・パラダイス』サウンドトラックより 作曲：アンドレア・モリコーネ | Une Vie D'amour ボーカル：ミレイユ・マチュー、シャルル・アズナヴール |
| 2008-2009 | Nobody Home 作曲：ピンク・フロイド 演奏：ロンドン交響楽団    | お嬢さんとならず者 作曲：ドミートリイ・ショスタコーヴィチ                                                                                         | Соглашайся хотя бы на рай в шалаше ボーカル：ディアナ・アルベニナ |
| 2007-2008 | 秋によせて 作曲：ラウル・ディ・ブラシオ                      | 前奏曲嬰ハ短調 作曲：セルゲイ・ラフマニノフ | アダージョ 作曲：シークレット・ガーデン |
| 2006-2007 | Music for Cinema 作曲：アルフレート・シュニトケ              | エレジー 作曲：セルゲイ・ラフマニノフ | Tale of Wandering 作曲：アルフレート・シュニトケ |
| 2005-2006 | Baxter                                                       | パガニーニの主題による狂詩曲 作曲：セルゲイ・ラフマニノフ                                                                                         | 映画『The Turkish Gambit』より |
| 2004-2005 | キダム 『シルク・ドゥ・ソレイユ』より 作曲：ルネ・デュプレ   | 想いの届く日 作曲：カルロス・ガルデル | 映画『The Turkish Gambit』より |
| 2003-2004 | 映画『白夜の調べ』より 作曲：イサーク・シュワルツ            | 想いの届く日 作曲：カルロス・ガルデル | |